# Wirtschaftsuniversität Warna
Die Wirtschaftsuniversität Varna (bulgarisch: Икономически Университет - Варна) ist eine 1920 gegründete Wirtschaftsuniversität mit Sitz in der bulgarischen Stadt Varna. Bekannt ist die Hochschule für ihre 350.000 Bände umfassende Universitätsbibliothek. 

## Fakultäten
Es gibt 4 Fakultäten:
- Finanzierung und Rechnungswesen
- Volkswirtschaftslehre
- Wirtschaftsinformatik
- Betriebswirtschaftslehre

Rektor der Universität ist Evgeni Stanimirov.